# Easy Listening (álbum)
Easy Listening  é o quarto álbum de estúdio de Maaya Sakamoto. Foi lançado em 8 de agosto de 2001 pela Victor Entertainment e possui sete faixas, sendo considerado um mini álbum. Foi relançado em 2010 pela FlyingDog (subsidiária da Victor Entertainment criada posteriormente).

## Produção
O álbum foi criado com o conceito de ser "ouvido casualmente", daí o título. Pela primeira vez, Yoko Kanno não produz um álbum de Sakamoto por si só, embora ainda tenha composto todas as músicas. A produção em si ficou com hog, nome dado a um grupo de músicos envolvidos com Kanno, o grupo também fez todos os arranjos do álbum. Também foi a primeira vez em que a artista cantou músicas em inglês com letras que não foram feitas por Tim Jensen, desta vez tendo convocado Shanti Snyder - que também fez outros trabalhos com Kanno -  e o britânico Chris Mosdell, que chegou a trabalhar com Kanno na trilha sonora de Cowboy Bebop.

## Recepção
O álbum ficou três semanas no Oricon Albums Chart, chegando à 12ª posição.
O CD Journal, ao analisar o álbum, disse que ele "mostra uma lado diferente da cantora".
No relançamento de 2010, Toshihiro Baba, da Tower Records, disse que há elementos de música ambiente e drum and bass, realçando a versatilidade da cantora. Entretanto, defende que não é um álbum bom para conhecer a cantora, apenas para quem já é fã há mais tempo.

## Faixas
| N.º            | Título                                   | Letras         | Música         | Arranjo        | Duração |  |
| 1.             | "inori"                                  | M. Sakamoto    | Yoko Kanno     | hog            | 5:20    |  |
| 2.             | "blind summer fish"                      | M. Sakamoto    | Y. Kanno       | hog            | 3:54    |  |
| 3.             | "doreddo 39"                             | M. Sakamoto    | Y. Kanno       | hog            | 4:32    |  |
| 4.             | "afternoon repose"                       | Shanti Snyder  | Y. Kanno       | hog            | 5:58    |  |
| 5.             | "bitter sweet"                           | M. Sakamoto    | Y. Kanno       | hog            | 5:14    |  |
| 6.             | "another grey day in the big blue world" | Chris Mosdell  | Y. Kanno       | hog            | 5:01    |  |
| 7.             | "birds"                                  | M. Sakamoto    | Y. Kanno       | hog            | 5:31    |  |
| Duração total: | Duração total:                           | Duração total: | Duração total: | Duração total: | 35:30   |  |